# Медянки Татарские
Медянки Татарские (тат. Сатылган) — деревня в Тюменской области Тобольского района  находится между рекой Тобол и протокой Бизинская, входит в состав Ворогушинского сельского поселения.

## Улицы
- Кооперативная улица
- Набережная улица
- Портовая улица
- Учительская улица
- Центральная улица
- Школьная улица

## Транспорт
- Автобусное сообщение
- Прилегает к деревне старый аэропорт Тобольск[2]
- Когда то существовала пристань и ходил водный трамвай, до г. Тобольска.

## Население
| 2010 |
| ---- |
| 296  |